# 台北街道
台北街道是中华人民共和国湖北省武汉市江岸区下辖的一个街道办事处。
1984年，武汉市人民政府根据政协委员的建议和市民要求将原安定路更名为台北路，创中国大陆以台湾地名命名道路之先河。随后街辖里巷、店铺多以台湾地名命名。

## 行政区划
台北街道下辖以下村级行政区划单位：
宜兰社区、桃源社区、和美社区、宝岛社区、云林社区和花莲社区。